# Усть-Нарін
Усть-Нарі́н (рос. Усть-Нарин) — село у складі Могойтуйського району Забайкальського краю, Росія. Адміністративний центр Усть-Нарінського сільського поселення.
Старі назви — 2-е отділення совхоза Агінський, Нарин.

## Населення
Населення — 581 особа (2010; 693 у 2002).
Національний склад (станом на 2002 рік):
- буряти — 52 %
- росіяни — 46 %